# Los dioses antiguos y nuevos
«Los dioses antiguos y nuevos» es el sexto episodio de la segunda temporada de la serie de Juego de Tronos, de HBO. El episodio fue dirigido por David Nutter y escrito por Vanessa Taylor.
El título hace referencia ambos, Los Dioses Antiguos del Norte, y los Nuevos Dioses, la religión prevaleciente en el resto del continente.

## Argumento

### En Invernalia
Theon Greyjoy (Alfie Allen) ha tomado posesión de Invernalia tras utilizar el ataque a la Ciudadela de Torrhen como distracción. Theon se proclama Príncipe y Lord de Invernalia y convence a Bran Stark (Isaac Hempstead-Wright) para que se rinda prometiendo no dañar a los habitantes de Invernalia. Ser Rodrik (Ron Donachie) es capturado y traído ante Theon, este escupe en la cara al autoproclamado Príncipe y Theon se ve en la obligación de ejecutar a Ser Rodrik para lucir despiadado ante sus hombres y ganarse su confianza. Pero es incapaz de separar la cabeza de Rodrik de su cuerpo de un solo corte, y tiene que golpearlo repetidamente hasta decapitarlo. Luego, la salvaje Osha (Natalia Tena) seduce a Theon, ofreciendo su cuerpo a cambio de su libertad, pero sin que Theon lo sepa, su seducción es una artimaña para escapar junto con Hodor (Kristian Nairn), Bran y su hermano Rickon (Art Parkinson).

### En las Tierras del Oeste
Robb Stark (Richard Madden) se encuentra nuevamente con la enfermera Talisa (Oona Chaplin), y deduce que ella es en realidad parte de la nobleza de Volantis. Después de la llegada de Catelyn Stark (Michelle Fairley) al campamento, reciben la noticia de la toma de Invernalia por parte de Theon. Robb planea regresar a Invernalia y retomar el castillo, pero Lord Roose Bolton (Michael McElhatton) le recomienda enviar al bastardo de Roose, mientras Robb continúa su campaña contra los Lannister. Robb demanda que Theon sea traído vivo, para entender el por qué de su traición antes de ejecutarlo. 

### Más Allá del Muro
La expedición dirigida por Qhorin Mediamano (Simon Armstrong), llega al punto de vigilancia salvaje y lo captura. Los salvajes son todos eliminados excepto una salvaje capturada por Jon Nieve (Kit Harington), su nombre es Ygritte (Rose Leslie). Después de que Ygritte presume del gran ejército salvaje liderado por Mance Rayder, Qhorin le ordena a Jon que la ejecute antes de reunirse con el grupo. Jon duda unos instantes, lo suficiente para que Ygritte logre escaparse. Jon la logra capturar, pero se ve separado del grupo y con la noche aproximándose, Jon se ve obligado a dormir a la intemperie, sin fuego para calentarse. Ygritte entonces lo convence para que se acurruque cerca de ella para compartir su calor corporal. Durante la noche, Ygritte desconcierta a Jon burlándose sexualmente de él.

### En Desembarco del Rey
Myrcella Lannister (Aimee Richardson) es enviada a Dorne como parte del acuerdo matrimonial con los Martell. Tras despedirla, el séquito real se dirige de regreso a la Fortaleza Roja, pero son atacados en el camino por una multitud enardecida y con sed de sangre real. El Rey Joffrey (Jack Gleeson) es golpeado con una bola de estiércol, y reacciona ordenando a los guardias que los maten a todos. Se entabla un combate entre los ciudadanos enfurecidos y la Guardia Real, lo que hace que la familia real se vea obligada a escapar en busca de refugio. Tyrion Lannister (Peter Dinklage) abofetea a Joffrey en la cara por la estupidez de sus actos e intenta tomar el control de la situación, pero La Guardia Real no se lo permite. Atrapada afuera, Sansa Stark (Sophie Turner) está a punto de ser violada cuando es rescatada por "El Perro" (Rory McCann).

### En Harrenhal
La furia de Lord Tywin Lannister (Charles Dance) se incrementa cada vez más por la incompetencia de sus soldados y caballeros. Los esfuerzos de Arya Stark (Maisie Williams) por ocultar su identidad a Tywin se ven en peligro cuando Petyr Baelish (Aidan Gillen) llega a los aposentos de Tywin. Aunque Petyr nota la presencia del copero de Tywin, no queda claro si reconoce que es Arya o no. Más tarde, Arya es atrapada por Ser Amory Lorch (Fintan McKeown) robando un pergamino con órdenes de guerra concernientes a su hermano Robb. Se logra escapar, y rápidamente va en busca del asesino Jaqen H'ghar (Tom Wlaschiha), quien sigue encubierto como uno de los guardias Lannister. Arya le pide que asesine a Ser Amory como parte del pacto que le hizo Jaqen a Arya de asesinar a tres personas que ella mencionara. Antes de que Ser Amory pueda contactar con Tywin, es abatido por un dardo envenenado, lo cual alarma a Tywin.

### Al otro lado del Mar Angosto
Daenerys Targaryen (Emilia Clarke) se reúne con el Rey de las Especias (Nicholas Blane), uno de los Trece de Qarth. El pedido de Daenerys al Rey de las Especias por barcos es rechazado, ya que el Rey de las Especias no se siente motivado por la pasión sin recursos tangibles de Dany, con el advertimiento de que tomará lo que es suyo "a sangre y fuego". Más tarde, al regresar con su anfitrión Xaro, Dany es sorprendida al encontrar muertos a varios guardias de Qarth y a su propio khalasar en la mansión de Xaro. El rastro de cuerpos la lleva a la antecámara, donde encuentra a su sirvienta, Irri (Amrita Acharia), muerta y a sus dragones desaparecidos. Los dragones son luego vistos siendo llevados a una torre por un misterioso hombre encapuchado.

## Producción

### Guion
"Los dioses antiguos y nuevos" es el segundo episodio escrito por la nueva guionista, Vanessa Taylor. El guion está basado en los capítulos Arya VIII, Daenerys III, Tyrion IX, Bran VI, Jon VI, Theon IV, V, y VI (39, 41, 42, 47, 52, 51, 57, 67) de la novela Choque de Reyes, del escritor George R. R. Martin.
El capítulo introduce varios cambios con respecto al libro, como los asesinatos de Rodrik e Irri. (Rodrik es asesinado más tarde en la novela y no a manos de Theon). Además, el robo de los dragones de Daenerys jamás ocurre en la novela.

### Elenco
El episodio introduce el personaje de Ygritte, a manos de Rose Leslie. Los productores la vieron en Downton Abbey, y quedaron impresionados por su habilidad de lograr acentos norteños. La actriz utilizó un acento de Yorkshire en Downton Abbey. Además la actriz fue entrenada en la London Academy of Music and Dramatic Art, y estaba deseosa de actuar las partes más físicas de su papel.

## Recepción

### Audiencia
En el día de estreno, la serie obtuvo 3,879 millones de televidentes en Estados Unidos, siguiendo la línea del capítulo anterior. La repetición fue vista por 0,832 espectadores, también muy semejante al episodio anterior.

### Crítica
Desde su estreno, el episodio ha recibido excelentes elogios de la crítica, con Matt Fowler de IGN otorgándole un perfecto 10/10. Todd VanDerWerff de A .V. Club le otorgó un "A", catalogándolo como uno de los mejores episodios de la serie.